# Zakucavanje (košarka)
Zakucavanje je vrsta šuta u košarci kada se igrač odrazi te pusti loptu kroz koš s jednom ili dvjema rukama iznad obruča. Kao i uobičajeni skok šut, zakucavanje se smatra kao koš koji je postignut iz igre te također vrijedi dva poena.

## Porijeklo
Izraz "zakucavanje" (eng. slam dunk) uveo je komentator utakmica Los Angeles Lakersa, Chick Hearn. Zakucavanje je jedan od najpreciznijih i najsigurnijih načina za postizanje koša, a osim toga, zabavlja publiku.
Drugi nazivi za zakucavanje u engleskom govoru su: "jam," "yam,", "flambledamble", "direct basket penetration", "slamalamadingdong", "boom," "bang," "punch," "stuff," "flush," "cram," "spike," "yoke," "thrust," "wizzle-wozzle," "poke," "boo yahh," ili "throw down."

## Natjecanja
Osim što se zakucavanje izvode na utakmicama, održavaju se i na poznatim natjecanjima u zakucavanju. Jedno od takvih najatraktivnijih natjecanja je ono koje održava NBA liga, na All-Star vikendu, pod nazivom Slam Dunk natjecanje.

## Igrači
U razdoblju od 1967. do 1976., na sveučilišnom NCAA prvenstvu, zakucavanje je bilo zabranjeno, a zabranjeno je dolaskom Lew Alcindora (Kareema Abdula-Jabbara). Razlog toj zabrani bio je smanjenje njegove dominacije pod košem.
Najpoznatiji "dunkeri" su: Michael Jordan, Vince Carter, LeBron James, Kobe Bryant, Dominique Wilkins, Shawn Kemp, Stromile Swift, Scottie Pippen, Julius Erving, Clyde Drexler, Jason Richardson, Dwight Howard, Chris Webber, Grant Hill i drugi.
Što se tiče ženske profesionalne WNBA lige, čak šest igračica je uspješno zakucalo, a Lisa Leslie je, 30. srpnja 2002., postala prva igračica koje je zakucala iz igre. Na drugo zakucavanje čekalo se tri godine, a ono je također u vlasništvu Lise Leslie. Osim Lise Leslie, zakucavanje je još uspjelo i Michelle Snow, Candace Parker (dvaput) i Sylviji Fowles.

## Galerija
- Kobe Bryant 2005.
- LeBron James 2012.
- Michael Jordan 1987.

## Vanjske poveznice
- Zakucavanja  Arhivirana inačica izvorne stranice od 26. siječnja 2011. (Wayback Machine) na Streetball.com
- Zakucavanja na NBA.com